# 詹姆斯·羅森奎斯特
詹姆斯·羅森奎斯特（英語：James Rosenquist, 1933年11月29日—2017年3月31日）是一位美國藝術家，也是普普藝術運動的主要領導者之一。羅森奎斯特曾經從事廣告招牌繪製的工作，這使得他的作品經常在探討廣告和消費文化在藝術和社會中所扮演的角色，另外他也應用這個技術，使得流行文化的圖像和平凡的日常生活物件都可以在商業藝術上呈現。雖然他的作品經常被拿來與其他普普藝術運動的重要人物，如：安迪·沃荷和羅伊·利希滕斯坦比較，但羅森奎斯特的作品卻是獨一無二的，因為在他的作品中，他經常把超現實主義的元素運用在廣告片段和文化圖像上來突顯廣告無法忽視的性質。他在2001年進入佛羅里達藝術家名人堂。

## 早年生活
羅森奎斯特於1933年11月29日，出生於北達科他州的大福克斯，他是路易斯和露絲·羅森奎斯特唯一的孩子。他的父母都有瑞典血統也是業餘飛行員，他們為了尋找工作而遷徙過許多城鎮，最後他們定居在明尼蘇達州的明尼亞波利斯。他的母親也是一位畫家，因此鼓勵羅森奎斯特培養對藝術的興趣。初中時，羅森奎斯特曾獲得明尼亞波利斯藝術學院的短期獎學金，之後他於1952年至1954年在明尼蘇達大學學習繪畫。到了1955年21歲時，他因獲得紐約藝術學生聯盟的獎學金而搬到紐約居住，並在愛德溫·迪金森（Edwin Dickinson）和喬治·格羅茲等畫家的指導下學習。羅森奎斯特談到他在紐約藝術學生聯盟的經歷時說：「我只想和抽象藝術家一起學習，他們那邊也有商業藝術家在教商業作品創作，但我沒有興趣。我唯一覺得有趣的是──如何畫出西斯汀教堂的壁畫。這聽起來野心很大，但這確實是我想要的，我想去學習畫壁畫，一切就是從這裡開始的。」。
在紐約學習的期間，羅森奎斯特曾當過司機，後來加入了國際畫家商業工會。加入工會後，羅森奎斯特到時代廣場周圍繪製大型廣告看板，之後他成為Artkraft-Strauss公司的首席畫家，並在第五大道上繪製廣告圖案和展示櫥窗。1960年時，羅森奎斯特因一位朋友在工作時從鷹架上墜落去世，而放棄了繪製大型廣告看板的工作。他選擇回到自己的工作室並專注於個人的藝術創作，持續發展自己獨特的繪畫風格，但同時也保留了他在繪製廣告看板時所用的圖像及大膽的色調和比例。

## 職業生涯
羅森奎斯特18歲時，他的母親鼓勵他暑期打工去應徵一個畫圖的工作，這個工作開啟他商業藝術創作之路。他的工作是繪製菲利普斯66號加油站的廣告看板，範圍從北達科他州到威斯康辛州。畢業後，羅森奎斯特先做了一些跟他所學無關的工作，然後才轉去畫廣告看板。從1957年到1960年，羅森奎斯特以廣告看板畫家的身份維生。之後他開始創作大型繪畫並將廣告刊板的繪畫技術應用在其中。和其他普普藝術家一樣，羅森奎斯特將廣告和流行文化的視覺語言應用於藝術作品。他在2009年出版的自傳《Painting Below Zero: Notes on a Life in Art》中寫道：「幾乎所有布魯克林糖果店上的廣告看板都是我畫的，完成後我連在睡夢中都能畫Schenley威士忌的酒瓶。」時代雜誌評論：「他擅長的圖形風格和彩繪拼貼成了20世紀60年代的普普藝術運動的重要元素。」
2003年，藝術評論家彼得·施傑爾達爾（Peter Schjeldahl）詢問羅森奎斯特如何將廣告招牌的繪畫技巧應用於藝術作品中：「將畫廣告的畫風和技巧帶入藝術創作是一種廉價的作法嗎？安迪·沃荷的照片絲網印刷和羅伊·利希滕斯坦來自連環漫畫的黑色線描版畫都是如此。以上案例共同的目標都是將當今媒體充斥的符號學中融入繪畫美學。反個人化藝術創作豪無掩飾的性質定義了經典流行。這就好像有人要你手伸出來檢查拳頭時同時打你。」
羅森奎斯特於1962年和1963年在綠色藝廊舉辦了他第一次及第二次的個人畫展。1965年，他在里奧·卡斯特里的畫廊中展出了他的畫作F-111，一個規模跟房間大小差不多的作品，他因此獲得了國際上的讚譽。
但羅森奎斯特對他被歸為普普藝術運動畫家如此說：「他們（藝術評論家）稱呼我為普普藝術家，那是因為我使用了可識別的圖像。而評論家總喜歡將我們分類，我在1964年以前沒見過安迪·沃荷，我真的不太熟悉安迪或和羅伊·利希滕斯坦，我們都是各別出現的。」
1971年，羅森奎斯特收到南佛羅里達大學美術學院院長唐納德·薩夫的邀請加入該校的圖像工作室（Graphicstudio），參與藝術合作計劃。在此之後的幾年裡，羅森奎斯特一直是該工作室的主要贊助者，他與學生和其他藝術家合作並製作了大量的作品，最後他在1976年成立了Aripeka工作室。羅森奎斯特在接下來的職業生涯中一直會往返佛羅里達州，因為在哪裡他與其他藝術家們被委託為當地創作了幾件作品，包括佛羅里達州議會大廈的兩幅壁畫和約翰霍普金斯兒童醫院的雕塑，此外他還在坦帕藝術博物館的董事會任職。
自從獲得讚譽之後，羅森奎斯特完成了數量十分龐大的委託，包括德國柏林德意志古根漢美術館裡的三件式畫作《The Swimmer in the Econo-mist》（1997–1998），以及法國巴黎夏樂宮的天花板彩繪。此外，羅森奎斯特的F-111畫作更在俄亥俄州克里夫蘭Key Tower大樓的大廳展出多年。

## 畫展
1972年，由紐約惠特尼美國藝術博物館（Whitney Museum of American Art）和科隆瓦爾拉夫-里夏茨博物館（Wallraf-Richartz Museum）合作策劃，羅森奎斯特第一次職業生涯早期作品回顧展開始，他的作品成了美國及海外幾數個博物館和畫廊展覽的主要展覽主題。2003年所羅門·R·古根漢美術館（Solomon R. Guggenheim Museum）更組織了一次羅森奎斯特的全職業生涯作品回顧展；之後由沃爾特·霍普斯（Walter Hopps）和莎拉·班克羅夫特（Sarah Bancroft）策劃，在全世界做了巡迴展出。
1965年，在猶太博物館展出他的作品F-111

## 榮譽
羅森奎斯特獲得了許多項榮譽，包括1963年被選為「美國藝術青年人才」；1978年被任命為全國藝術委員會理事會成員，任期六年；1988年獲得美國成就學院金獎；2002年，克里斯托弗·戈勃朗基金會（Fundación Cristóbal Gabarrón）授予他一年一度的國際藝術獎，以表彰他對普遍文化的貢獻。

## 個人生活
羅森奎斯特結過兩次婚，共有兩個小孩。他與他的第一任妻子瑪麗·盧·亞當斯（Mary Lou Adams）於1960年6月5日結婚，育有一個兒子：約翰。1975年，他第一次婚姻以離婚告終。離婚一年後，他搬到佛羅里達州的阿里佩卡（Aripeka），結識了他的第二任妻子咪咪·湯普森（Mimi Thompson），他們於1987年4月18日結婚，生了一個女兒：莉莉。
2009年4月25日，一場火災席捲了佛羅里達州的赫爾南多郡（Hernando），羅森奎斯特在那裡生活了30年，大火燒毀了他的房子、工作室和倉庫。他所有存放在那裡的畫作都被燒毀，其中還包括即將展出的作品。

## 逝世
2017年3月31日，羅森奎斯特因久病不癒於紐約家中逝世，享年83歲。他的遺族包括妻子湯普森、女兒莉莉、兒子約翰，和一個孫子奧斯卡。

## 外部連結
- Rosenquist's official site （页面存档备份，存于）
- 【芭莎艺术】他是波普艺术二当家，用凌乱且巨幅的作品承担起社会责任
- 画着着名的F-111的流行艺术家詹姆斯罗森奎斯特去世，享年83岁 （页面存档备份，存于）
- Interview with db artmag （页面存档备份，存于）
- Pop Art Masters – James Rosenquist （页面存档备份，存于）
- In the Studio: James Rosenquist （页面存档备份，存于）
- Interview with Myartspace Archive.today的存檔，存档日期2008-05-30
- Exhibition The Hole in the Center of Time with the latest works at Jablonka Galerie, Berlin （页面存档备份，存于）
- Rosenquist's Discover Graphics, the Smithsonian Art Collectors Program.
- James Rosenquist: A Retrospective at the Guggenheim Museum, New York City, 2003–04
- "Rosenquist Writ Large, by Himself", Dwight Garner, The New York Times, October 27, 2009 （页面存档备份，存于）
- BOMB Magazine interview with James Rosenquist by Mary Anne Staniszewski (Fall, 1987) （页面存档备份，存于）
- Rosenquist Rare Exhibition Posters on Rare Posters
- James Rosenquist at the Jewish Museum. （页面存档备份，存于）